# Landtagswahl in Bayern 1978
- SPD: 65
- FDP: 10
- CSU: 129

- Regierung: 129
- Opposition: 75

Die Wahl zum 9. Bayerischen Landtag fand am 15. Oktober 1978 statt. 
Die Wahlbeteiligung lag bei 76,6 %.

## Ausgangspunkt und Ergebnis
| Partei | Erst- stimmen | Zweit- stimmen | Summe     | Summe in Prozent | Sitze |
| ------ | ------------- | -------------- | --------- | ---------------- | ----- |
| CSU    | 3.394.096     | 3.387.995      | 6.782.091 | 59,14 %          | 129   |
| SPD    | 1.851.045     | 1.748.434      | 3.599.479 | 31,39 %          | 65    |
| FDP    | 360.180       | 351.168        | 711.348   | 6,20 %           | 10    |
| AUD    | 109.823       | 101.154        | 210.977   | 1,84 %           | –     |
| NPD    | 35.227        | 31.699         | 66.926    | 0,58 %           | –     |
| BP     | 24.847        | 25.157         | 50.004    | 0,44 %           | –     |
| DKP    | 17.069        | 16.113         | 33.182    | 0,29 %           | –     |
| BSP    | 5.995         | 4.210          | 10.205    | 0,09 %           | –     |
| KBW    | 376           | 2.537          | 2.913     | 0,03 %           | –     |
| UWV    | 189           | 446            | 635       | 0,01 %           | –     |
| EAP    | 31            | 304            | 335       | <0,01 %          | –     |

Alfons Goppel (CSU) hatte bereits vor der Wahl angekündigt, sich nach 16 Dienstjahren nicht um eine erneute Amtszeit als Ministerpräsident Bayerns zu bewerben. Der CSU-Vorsitzende Franz Josef Strauß, bis dato wirtschafts- und finanzpolitischer Sprecher der CDU/CSU-Fraktion im Bundestag, übernahm daher die Spitzenkandidatur und bewarb sich damit um Goppels Nachfolge.
Für die SPD trat erstmals Helmut Rothemund an, der 1977 den Landesvorsitz von Hans-Jochen Vogel übernommen hatte.
Nach der Wahl bildete die CSU eine Alleinregierung unter der Führung von Strauß (Kabinett Strauß I), der damit von der Bundes- in die Landespolitik wechselte.